# ماتياس إتريش
ماتياس إتريش (Matthias Ettrich؛ ألمانيا، 14 يونيو 1972) هو عالم كمبيوتر ألماني معروف بتأسيس مشروع كيدي KDE سنة 1996 و أسس أيضا LyX واجهة LaTeX الرسومية·

## نبذة
درس ماتياس في مدرسة في Beilstein، حيث عاش مع والديه في Oberstenfeld ليس بعيدا جدا من المكان الذي ولد فيه.
حصل على درجة الماجستير في علوم الكمبيوتر من معهد Wilhelm Schickard لعلوم الحاسوب التابع لجامعة توبنغن.
يعمل حالياً لشركة نوكيا كرئيس للهندسة·

## مشاريع البرمجيات الحرة
أسس ماتياس مشروع LyX سنة 1995 ،كواجهة رسومية ل LaTeX ·
وبما أن هذا المشروع كان يستهدف منصة لينكس فقد بدأ باكتشاف الطرق المتعددة لتطوير واجهة المستخدم الرسومية الشيء الذي أدى به إلى تأسيس مشروع كيدي·
أسس مشروع كيدي سنة 1996 عندما اقترح على يوزنت بيئة مكتب حرة وجميلة ومتناسقة،>
لأنظمة التشغيل الشبيهة يونيكس Unix-like بالاعتماد على كيوت كأداة للبرمجة والتطوير·
في 6 نوفمبر 2009 تم توشيحه بصليب الاستحقاق الفدرالي الألماني لمساهماته في تطوير البرمجيات وأعماله ذات المصلحة العامة·

## مواضيع متعلقة
- جنوم
- لينكس

## وصلات خارجية
- The People Behind KDE: Interview with Matthias Ettrich (2000)
- The People Behind KDE: Interview with Matthias Ettrich (2004)